# Dominic Siegel
Dominic Siegel (Monaco di Baviera, 1º dicembre 1995) è un giocatore di football americano tedesco, che gioca come defensive end per i Munich Ravens.
Dopo aver giocato a pallacanestro in gioventù, nel 2017 comincia a giocare a football americano nella seconda squadra dei Munich Cowboys; nel 2019 passa ai New Yorker Lions, per tornare ai Cowboys l'anno successivo. Dal 2022 gioca in ELF, prima con i Vienna Vikings e poi con i Munich Ravens.

## Palmarès
- 1 ELF Championship (Vienna Vikings, 2022)
- 1 German Bowl (New Yorker Lions, 2019)
- 1 Landesliga Bayern (Munich Cowboys II, 2017)